# Siroccopteryx moroccensis
Siroccopteryx (il cui nome significa "ala dello scirocco") è un genere estinto di pterosauro pterodactyloide ornithocheiride vissuto nel Cretaceo inferiore, 105 milioni di anni fa (Albiano-Cenomaniano), in quello che oggi è il Kem Kem Beds, in Marocco. Il genere contiene una singola specie, ossia S. maroccensis. Alcuni ricercatori, come David Unwin, considerano il genere un sinonimo junior di Coloborhynchus.

## Descrizione
Questo pterosauro è noto solo da un frammento dell'estremità superiore della mascella provvista di denti. Il frammento è lungo circa 12 centimetri (5 pollici), alto 7 centimetri (3 pollici) e largo 3 centimetri (1 pollice). Invece di ridursi ad un punto, la punta della mascella ha una superficie appiattita e quasi verticale, simile a Coloborhynchus e Uktenadactylus. Il frammento di mascella presenta otto paia di denti e/o alveoli vuoti, anche se probabilmente erano presenti molti altri denti più all'interno delle fauci. Il primo paio di denti emerge dal bordo piatto, anteriore e punta in avanti mentre gli altri denti puntano verso il basso. Dalla seconda alla quarta coppia i denti sono più grandi e forma di cono leggermente ricurvi, ma corti e più robusti rispetto ad Anhanguera.
Sulla superficie superiore del frammento è presente una stretta cresta sagittale, che quando completa, probabilmente aveva un contorno sinusoidale. Viste dall'alto le punte delle mascelle sono leggermente allargate lateralmente rispetto alla parte posteriore del frammento, con il punto più largo vicino alla seconda e alla terza coppia di denti. A differenza di altri ornithocheiridi dalle punte mascellari espanse lateralmente, la fine del rostro di Siroccopteryx presenta un contorno rettangolare piuttosto che ovale. La maggior parte degli ornithocheiridi possiede anche una cresta a carena anche sulla punta della parte inferiore della mandibola, pertanto è possibile che anche Siroccopteryx ne fosse provvisto. L'unico esemplare conosciuto di Siroccopteryx ha una struttura ossea insolita su quasi tutta la sua superficie esterna e parti del suo palato. L'osso è ruvido e coriaceo, con strani segni di rughe e depressioni. Ciò è stato indicato come una conseguenza delle condizioni di conservazione, ma i descrittori dell'animale suggeriscono che possa indicare una malattia, probabilmente causata da ascessi dentali. Secondo André Veldmeijer, è probabile che questo danno fosse post mortem e indicasse la presenza di una copertura di cheratina sulla cresta dell'animale.
Grazie al confronto con altri ornithocheiridi, è stato stimato che Siroccopteryx possedesse un cranio di circa 65-70 centimetri (25-28 pollici), e un'apertura alare di 3-3,5 metri (10-11,5 piedi).

## Classificazione
Originariamente Mader e Kellner assegnarono Siroccopteryx alla famiglia Anhangueridae. Tuttavia nel 2001 David Unwin suggerì che l'animale fosse in realtà una specie del genere Coloborhynchus, e quindi un membro di Ornithocheiridae, anche se ciò fu contestato da diversi studiosi. Nello stesso anno, Michael Fastnacht suggerì che l'animale fosse più vicino ad Anhanguera. Nel 2009, Kellner e Rodrigues, consideravano Siroccopteryx come un genere distinto e suggerirono che esso formasse un clade con Coloborinchis clavirostris e Uktenadactylus. Ciò venne confermato da una vasta analisi filogenetica di Nick Longrich, che collocò i tre generi all'interno della sottofamiglia Ornithocheirinae.

## Storia della scoperta
Nel 1999, Bryn Mader e Alexander Kellner nominarono un nuovo genere e specie di pterosauro ornithocheiride, Siroccopteryx maroccensis, il primo pterosauro rinvenuto in Marocco. L'olotipo fossile, LINHM 016 (Museo di Storia Naturale di Long Island), è stato rinvenuto vicino a Ksar es Souk, nella provincia di Errachidia nella regione di Meknes-Tafilalet a 30,4 °N, 4,9° di longitudine (17,6 °N, 4,2 °W di longitudine) a Beg'aa, a ovest di Hamada du Guiren, nel sud-est del Marocco, in uno strato di arenaria rossa, a grana fine risalente all'Albiano-Cenomaniano.
Il nome Siroccopteryx significa "ala del Scirocco", riferendosi al vento caldo che ha origine nel Nord Africa e che attraversa il Mediterraneo, e la parola greca pteryx, un suffisso standard per i generi di pterosauro che significa "ala". L'epiteto della specie tipo, maroccensis, si riferisce al suo paese d'origine.